# 24 Heures du Mans 2000
Navigation
Édition précédente Édition suivante
Les 24 Heures du Mans 2000 sont la 68e édition de l'épreuve et se déroulent les 17 et 18 juin 2000 sur le circuit de la Sarthe.

## Nombre de pilotes qualifiés pour la course
Pour ces dernières 24 Heures du Mans du siècle, 144 pilotes prennent part à la course.
| 44 Français  | 18 Américains | 12 Japonais    | 11 Allemands    | 11 Belges    |
| 11 Italiens  | 7 Néerlandais | 6 Britanniques | 5 Canadiens     | 4 Danois     |
| 3 Espagnols  | 3 Suisses     | 2 Monégasques  | 2 Sud-Africains | 1 Australien |
| 1 Autrichien | 1 Marocain    | 1 Portugais    | 1 Suédois       |              |

## Déroulement de la course

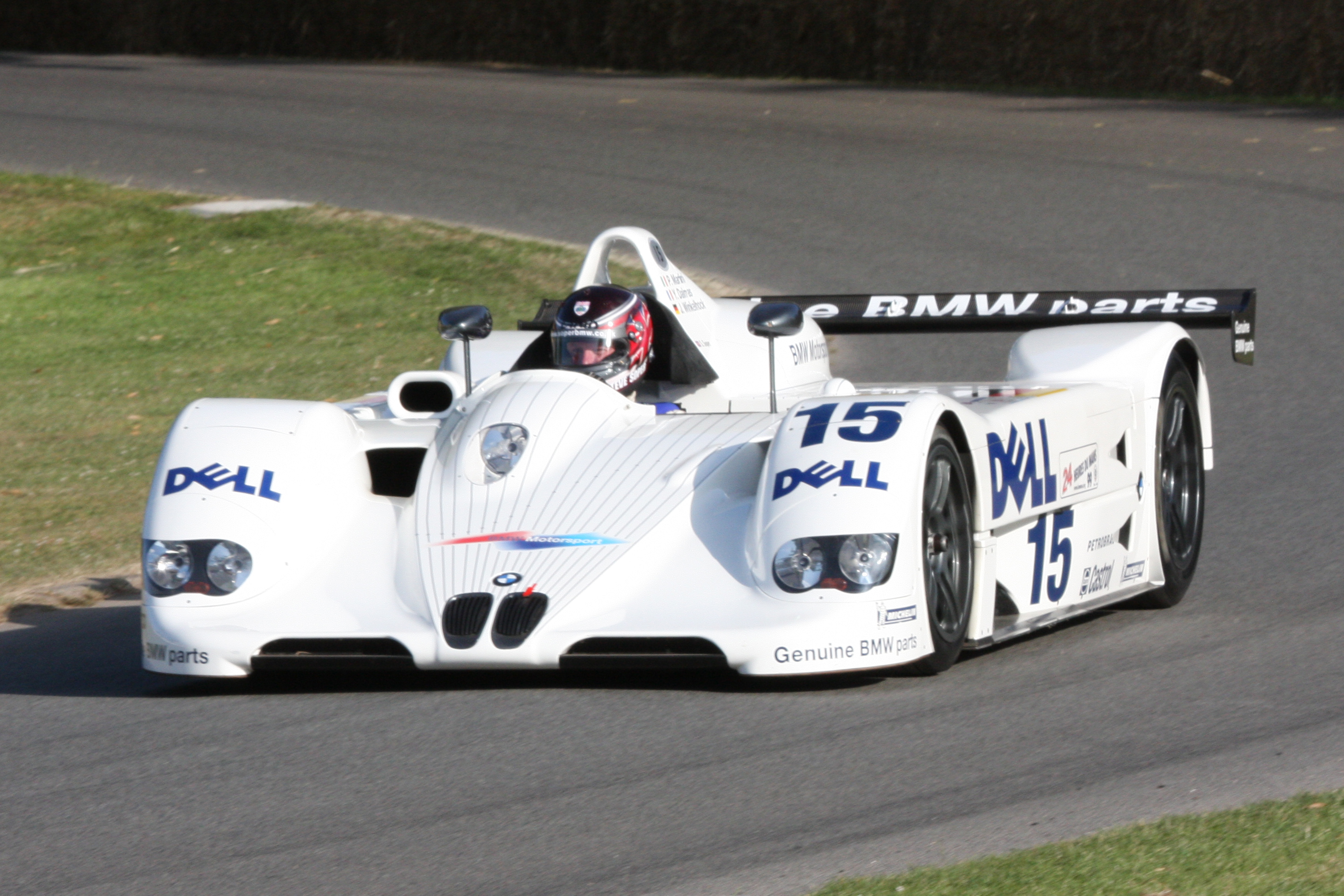
La BMW V12 LMR ne viendra pas défendre son titre.

48 voitures prennent le départ (26 prototypes se répartissant en vingt LMP 900 et six LMP 675, et 22 GT, se répartissant en dix GTS et douze GT).
L'édition 2000 a été marqué par le départ de nombreux constructeurs comme Mercedes, Toyota et Nissan. Le BMW Motorsport, engagé en American Le Mans Series et tenant du titre ne remet pas sa couronne en jeu.
Au départ, les trois Audi s'élancent, la Panoz de Brabham/Magnussen/Andretti à la surprise générale s'accroche au wagon des Audi et va même finir en tête de la première heure.
La Mopar-Oreca no 5 avec l'aide de la maison Chrysler abandonne après seulement un tour. La Cadillac de DAMS no 4 abandonne à la suite d'un incendie blessant légèrement Tinseau et entraînant une intervention de la safety car à la fin de la première heure.

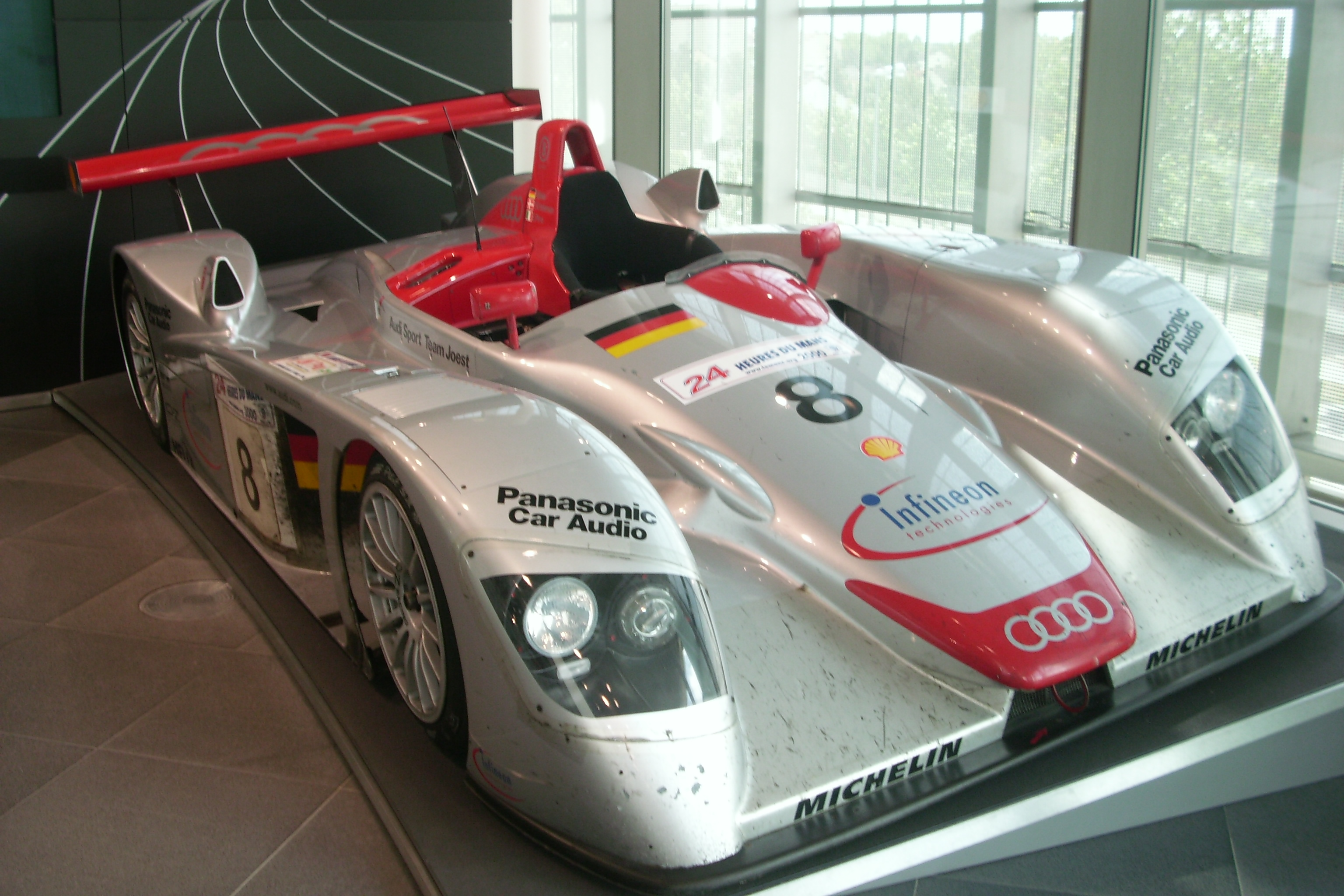
L'Audi R8, victorieuse de l'édition 2000.

Après la première heure, les trois Audi reprennent les trois premières places, malgré quelques alertes comme la crevaison de la no 8 ou la sortie de piste sans gravité pour l'Audi no 9 de Ortelli qui lui fera perdre sa 3e place dans la soirée au profit de la Panoz no 11. La Lola B2K/10 du Team Rafanelli réalise une belle prestation avec une 5e place depuis le début de la course.
À 22 h 55, l'Audi no 9 doit changer sa boîte de vitesses, une opération qui prendra 7 minutes ! À 2 h 37, l'Audi no 7 subira la même intervention avec aussi une durée d'immobilisation de 7 minutes. La no 8 de Kristensen/Biela/Pirro en profite pour prendre la tête durant la nuit.

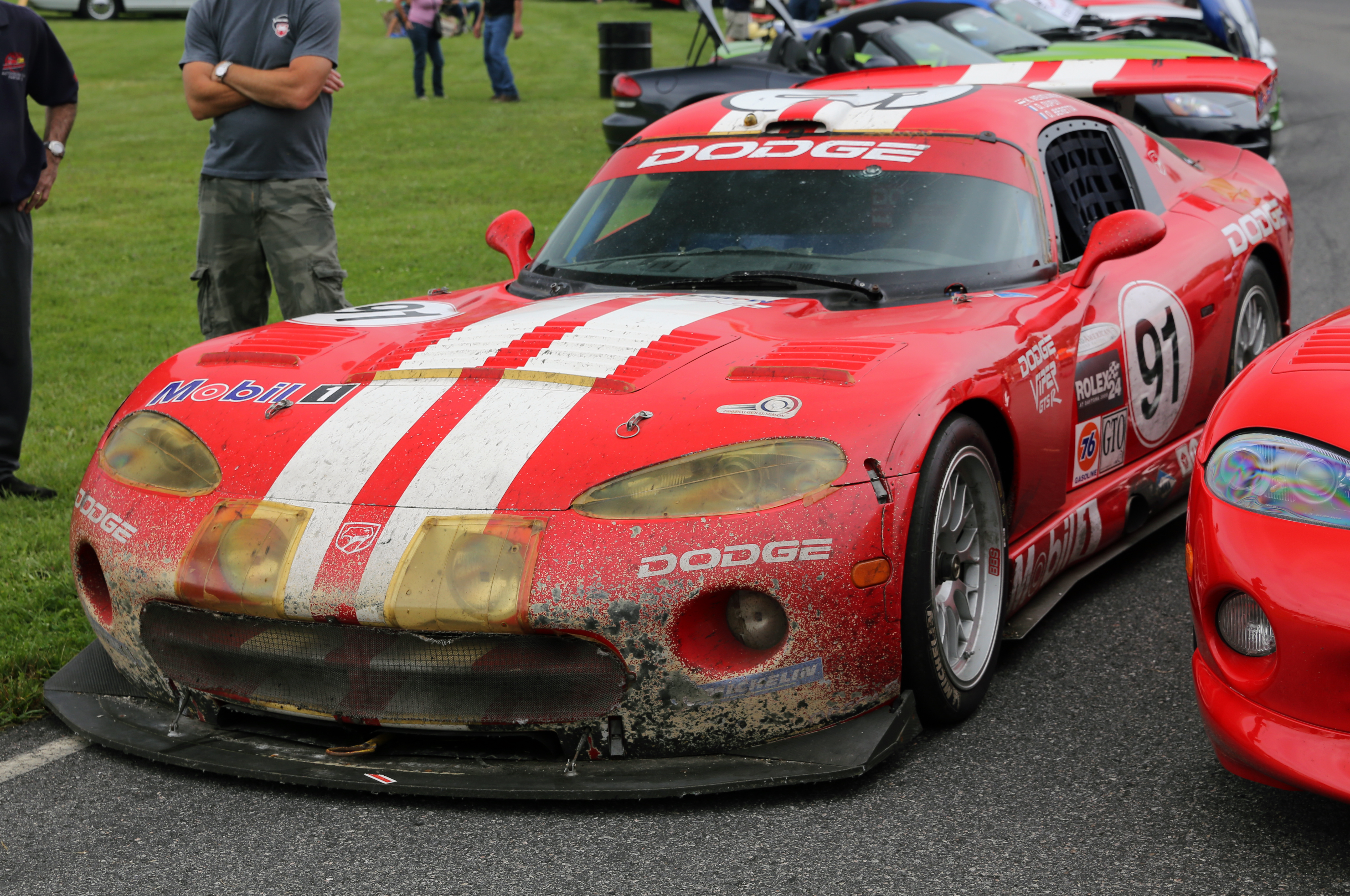
La GTS-R du Team Oreca remporte les 24 Heures de Daytona et sa catégorie au Mans.

La nuit n'épargnera pas les Panoz qui rentreront dans leurs box et perdront définitivement leurs places d'honneurs derrière les Audi. Les aléas des batmobiles américaines permettent à la Courage du Pescarolo Sport de prendre la 5e place, derrière la Cadillac no 3.
Cette seule Cadillac réellement compétitive, placée derrière les Audi, est victime d'une crevaison en fin de course. La transmission du prototype sera touchée et l’équipage tricolore chutera à la 19e place finale malgré une intervention héroïque des mécaniciens. Ainsi, la Courage du Pescarolo Sport s'installe à la 4e place derrière le trio intouchable Audi 8/9/7.
À 15 h 0, les trois Audi no 8/no 9/no 7 se regroupent et franchissent la ligne après avoir survolé la course. Personne n'a pu tenir tête à Audi. Le début d'une longue hégémonie commence. La Courage C52 no 16 du Pescarolo Sport termine 4e. La Panoz officielle 5e, et les Panoz japonaises du Team Asashi 6e et 8e. En GTS, la Viper GTS-R du Team Oreca (Beretta-Wendlinger-Dupuy) démontre une nouvelle fois sa supériorité avec une 3e victoire depuis 1998. La Corvette C5-R termine 3e du groupe LM GTS (10e du classement général).

### Classements intermédiaires
| Pos. | Après la 1re heure | Après la 1re heure                                                                | Après 6 heures | Après 6 heures                                                                    | Après 12 heures | Après 12 heures                                                                 | Après 18 heures | Après 18 heures                                                       |
| Pos. | n°                 | Voiture / Pilotes                                                                 | n°             | Voiture / Pilotes                                                                 | n°              | Voiture / Pilotes                                                               | n°              | Voiture / Pilotes                                                     |
| ---- | ------------------ | --------------------------------------------------------------------------------- | -------------- | --------------------------------------------------------------------------------- | --------------- | ------------------------------------------------------------------------------- | --------------- | --------------------------------------------------------------------- |
| 1    | 11                 | Panoz Motor Sports Panoz LMP-1 Roadster-S (LMP900) Brabham - Magnussen - Andretti | 9              | Audi Sport Team Joest Audi R8 (LMP900) Aïello - McNish - Ortelli                  | 8               | Audi Sport Team Joest Audi R8 (LMP900) Biela - Kristensen - Pirro               | 8               | Audi Sport Team Joest Audi R8 (LMP900) Biela - Kristensen - Pirro     |
| 2    | 9                  | Audi Sport Team Joest Audi R8 (LMP900) Aïello - McNish - Ortelli                  | 7              | Audi Sport Team Joest Audi R8 (LMP900) Abt - Alboreto - Capello                   | 9               | Audi Sport Team Joest Audi R8 (LMP900) Aïello - McNish - Ortelli                | 9               | Audi Sport Team Joest Audi R8 (LMP900) Aïello - McNish - Ortelli      |
| 3    | 7                  | Audi Sport Team Joest Audi R8 (LMP900) Abt - Alboreto - Capello                   | 8              | Audi Sport Team Joest Audi R8 (LMP900) Biela - Kristensen - Pirro                 | 7               | Audi Sport Team Joest Audi R8 (LMP900) Abt - Alboreto - Capello                 | 7               | Audi Sport Team Joest Audi R8 (LMP900) Abt - Alboreto - Capello       |
| 4    | 8                  | Audi Sport Team Joest Audi R8 (LMP900) Biela - Kristensen - Pirro                 | 11             | Panoz Motor Sports Panoz LMP-1 Roadster-S (LMP900) Brabham - Magnussen - Andretti | 12              | Panoz Motor Sports Panoz LMP-1 Roadster-S (LMP900) O'Connell - Katoh - Raphanel | 3               | Team DAMS Cadillac Northstar LMP (LM900) Bernard - Collard - Montagny |
| 5    | 21                 | Team Rafanelli SRL Lola B2K/10 (LMP900) Schiattarella - de Radiguès - Naspetti    | 12             | Panoz Motor Sports Panoz LMP-1 Roadster-S (LMP900) O'Connell - Katoh - Raphanel   | 3               | Team DAMS Cadillac Northstar LMP (LM900) Bernard - Collard - Montagny           | 16              | Pescarolo Sport Courage C52 (LMP900) Grouillard - Bourdais - Clérico  |

### Classement final de la course
Voici le classement officiel au terme des 24 heures de course.
- Les vainqueurs de chaque catégorie sont signalés par un fond jauni.
- Pour la colonne Pneus, il faut passer le curseur au-dessus du modèle pour connaître le manufacturier de pneumatiques.

| Pos.  | Catégorie | N° | Concurrent (Écurie si différent du concurrent) | Pilotes                                                     | Châssis                          | Pneus | Tours |
| Pos.  | Catégorie | N° | Concurrent (Écurie si différent du concurrent) | Pilotes                                                     | Moteur                           | Pneus | Tours |
| ----- | --------- | -- | ---------------------------------------------- | ----------------------------------------------------------- | -------------------------------- | ----- | ----- |
| 1     | LMP900    | 8  | Audi Sport Team Joest                          | Frank Biela Tom Kristensen Emanuele Pirro                   | Audi R8                          | M     | 368   |
| 1     | LMP900    | 8  | Audi Sport Team Joest                          | Frank Biela Tom Kristensen Emanuele Pirro                   | Audi 3.6L Turbo V8               | M     | 368   |
| 2     | LMP900    | 9  | Audi Sport Team Joest                          | Laurent Aïello Allan McNish Stéphane Ortelli                | Audi R8                          | M     | 367   |
| 2     | LMP900    | 9  | Audi Sport Team Joest                          | Laurent Aïello Allan McNish Stéphane Ortelli                | Audi 3.6L Turbo V8               | M     | 367   |
| 3     | LMP900    | 7  | Audi Sport Team Joest                          | Christian Abt Michele Alboreto Rinaldo Capello              | Audi R8                          | M     | 365   |
| 3     | LMP900    | 7  | Audi Sport Team Joest                          | Christian Abt Michele Alboreto Rinaldo Capello              | Audi 3.6L Turbo V8               | M     | 365   |
| 4     | LMP900    | 16 | Pescarolo Sport                                | Olivier Grouillard Sébastien Bourdais Emmanuel Clérico      | Courage C52                      | M     | 344   |
| 4     | LMP900    | 16 | Pescarolo Sport                                | Olivier Grouillard Sébastien Bourdais Emmanuel Clérico      | Peugeot A32 3.2L Turbo V6        | M     | 344   |
| 5     | LMP900    | 12 | Panoz Motor Sports                             | Johnny O'Connell Hiroki Katoh Pierre-Henri Raphanel         | Panoz LMP-1 Roadster-S           | M     | 342   |
| 5     | LMP900    | 12 | Panoz Motor Sports                             | Johnny O'Connell Hiroki Katoh Pierre-Henri Raphanel         | Élan 6L8 6.0L V8                 | M     | 342   |
| 6     | LMP900    | 23 | TV Asahi Team Dragon                           | Toshio Suzuki Masami Kageyama Masahiko Kageyama             | Panoz LMP-1 Roadster-S           | M     | 340   |
| 6     | LMP900    | 23 | TV Asahi Team Dragon                           | Toshio Suzuki Masami Kageyama Masahiko Kageyama             | Élan 6L8 6.0L V8                 | M     | 340   |
| 7     | GTS       | 51 | Viper Team Oreca                               | Dominique Dupuy Olivier Beretta Karl Wendlinger             | Dodge Viper GTS-R                | M     | 333   |
| 7     | GTS       | 51 | Viper Team Oreca                               | Dominique Dupuy Olivier Beretta Karl Wendlinger             | Chrysler 8.0L V10                | M     | 333   |
| 8     | LMP900    | 22 | TV Asahi Team Dragon                           | Keiichi Tsuchiya Akira Iida Masahiko Kondo                  | Panoz LMP-1 Roadster-S           | M     | 330   |
| 8     | LMP900    | 22 | TV Asahi Team Dragon                           | Keiichi Tsuchiya Akira Iida Masahiko Kondo                  | Élan 6L8 6.0L V8                 | M     | 330   |
| 9     | GTS       | 53 | Viper Team Oreca                               | David Donohue Ni Amorim Anthony Beltoise                    | Dodge Viper GTS-R                | M     | 328   |
| 9     | GTS       | 53 | Viper Team Oreca                               | David Donohue Ni Amorim Anthony Beltoise                    | Chrysler 8.0L V10                | M     | 328   |
| 10    | GTS       | 64 | Corvette Racing ( Pratt & Miller)              | Franck Fréon Andy Pilgrim Kelly Collins                     | Chevrolet Corvette C5-R          | G     | 327   |
| 10    | GTS       | 64 | Corvette Racing ( Pratt & Miller)              | Franck Fréon Andy Pilgrim Kelly Collins                     | Chevrolet 7.0L V8                | G     | 327   |
| 11    | GTS       | 63 | Corvette Racing ( Pratt & Miller)              | Chris Kneifel Ron Fellows Justin Bell                       | Chevrolet Corvette C5-R          | G     | 326   |
| 11    | GTS       | 63 | Corvette Racing ( Pratt & Miller)              | Chris Kneifel Ron Fellows Justin Bell                       | Chevrolet 7.0L V8                | G     | 326   |
| 12    | GTS       | 52 | Viper Team Oreca                               | Tommy Archer Marc Duez Patrick Huisman                      | Dodge Viper GTS-R                | M     | 324   |
| 12    | GTS       | 52 | Viper Team Oreca                               | Tommy Archer Marc Duez Patrick Huisman                      | Chrysler 8.0L V10                | M     | 324   |
| 13    | GTS       | 57 | Carsport Holland                               | Mike Hezemans David Hart Hans Hugenholtz                    | Dodge Viper GTS-R                | M     | 317   |
| 13    | GTS       | 57 | Carsport Holland                               | Mike Hezemans David Hart Hans Hugenholtz                    | Chrysler 8.0L V10                | M     | 317   |
| 14    | GTS       | 60 | Konrad Motorsport                              | Charles Slater Tommy Kendall Jürgen von Gartzen             | Porsche 911 GT2 (993)            | D     | 317   |
| 14    | GTS       | 60 | Konrad Motorsport                              | Charles Slater Tommy Kendall Jürgen von Gartzen             | Porsche 3.8L Turbo Flat-6        | D     | 317   |
| 15    | LMP900    | 11 | Panoz Motor Sports                             | David Brabham Jan Magnussen Mario Andretti                  | Panoz LMP-1 Roadster-S           | M     | 315   |
| 15    | LMP900    | 11 | Panoz Motor Sports                             | David Brabham Jan Magnussen Mario Andretti                  | Élan 6L8 6.0L V8                 | M     | 315   |
| 16    | GT        | 73 | Team Taisan Advan                              | Hideo Fukuyama Atsushi Yogō (de) Bruno Lambert              | Porsche 911 GT3-R (996)          | Y     | 310   |
| 16    | GT        | 73 | Team Taisan Advan                              | Hideo Fukuyama Atsushi Yogō (de) Bruno Lambert              | Porsche 3.6L Flat-6              | Y     | 310   |
| 17    | GT        | 82 | Skea Racing International                      | Johnny Mowlem David Murry Sascha Maassen                    | Porsche 911 GT3-R (996)          | P     | 304   |
| 17    | GT        | 82 | Skea Racing International                      | Johnny Mowlem David Murry Sascha Maassen                    | Porsche 3.6L Flat-6              | P     | 304   |
| 18    | GT        | 76 | Seikel Motorsport                              | Max Cohen-Olivar Michel Neugarten Anthony Burgess (de)      | Porsche 911 GT3-R (996)          | D     | 302   |
| 18    | GT        | 76 | Seikel Motorsport                              | Max Cohen-Olivar Michel Neugarten Anthony Burgess (de)      | Porsche 3.6L Flat-6              | D     | 302   |
| 19    | LMP900    | 3  | Team DAMS                                      | Éric Bernard Emmanuel Collard Franck Montagny               | Cadillac Northstar LMP           | P     | 300   |
| 19    | LMP900    | 3  | Team DAMS                                      | Éric Bernard Emmanuel Collard Franck Montagny               | Cadillac Northstar 4.0L Turbo V8 | P     | 300   |
| 20    | LMP900    | 6  | Mopar Team Oreca                               | Didier Theys Jeffrey van Hooydonk Didier André              | Reynard 2KQ-LM                   | M     | 292   |
| 20    | LMP900    | 6  | Mopar Team Oreca                               | Didier Theys Jeffrey van Hooydonk Didier André              | Mopar 6.0L V8                    | M     | 292   |
| 21    | LMP900    | 1  | Team Cadillac                                  | Franck Lagorce Butch Leitzinger Andy Wallace                | Cadillac Northstar LMP           | P     | 291   |
| 21    | LMP900    | 1  | Team Cadillac                                  | Franck Lagorce Butch Leitzinger Andy Wallace                | Cadillac Northstar 4.0L Turbo V8 | P     | 291   |
| 22    | LMP900    | 2  | Team Cadillac                                  | Wayne Taylor Max Angelelli Eric van de Poele                | Cadillac Northstar LMP           | P     | 287   |
| 22    | LMP900    | 2  | Team Cadillac                                  | Wayne Taylor Max Angelelli Eric van de Poele                | Cadillac Northstar 4.0L Turbo V8 | P     | 287   |
| 23    | GT        | 79 | Perspective Racing                             | Thierry Perrier Jean-Louis Ricci Romano Ricci               | Porsche 911 GT3-R (996)          | P     | 286   |
| 23    | GT        | 79 | Perspective Racing                             | Thierry Perrier Jean-Louis Ricci Romano Ricci               | Porsche 3.6L Flat-6              | P     | 286   |
| 24    | GT        | 80 | Renstal Excelsior ( Racing Team Mechanics)     | Philippe Verellen Rudi Penders Kurt Dujardyn                | Porsche 911 GT3-R (996)          | P     | 285   |
| 24    | GT        | 80 | Renstal Excelsior ( Racing Team Mechanics)     | Philippe Verellen Rudi Penders Kurt Dujardyn                | Porsche 3.6L Flat-6              | P     | 285   |
| 25    | LMP675    | 32 | Multimatic Motorsports                         | Scott Maxwell John Graham Greg Wilkins                      | Lola B2K/40                      | P     | 274   |
| 25    | LMP675    | 32 | Multimatic Motorsports                         | Scott Maxwell John Graham Greg Wilkins                      | Nissan (AER) VQL 3.0L V6         | P     | 274   |
| 26    | LMP675    | 36 | Rachel Welter ( Welter Racing)                 | Richard Balandras Yojiro Terada Sylvain Boulay              | WR LMP                           | M     | 266   |
| 26    | LMP675    | 36 | Rachel Welter ( Welter Racing)                 | Richard Balandras Yojiro Terada Sylvain Boulay              | Peugeot 2.0L Turbo I4            | M     | 266   |
| 27    | GT        | 75 | Manthey Racing ( Gunnar Racing)                | Michael Brockman Mike Lauer Gunnar Jeannette                | Porsche 911 GT3-R (996)          | D     | 261   |
| 27    | GT        | 75 | Manthey Racing ( Gunnar Racing)                | Michael Brockman Mike Lauer Gunnar Jeannette                | Porsche 3.6L Flat-6              | D     | 261   |
| N. c. | LMP900    | 10 | Team Den Blå Avis                              | John Nielsen Mauro Baldi Klaus Graf                         | Panoz LMP-1 Roadster-S           | P     | 205   |
| N. c. | LMP900    | 10 | Team Den Blå Avis                              | John Nielsen Mauro Baldi Klaus Graf                         | Élan 6L8 6.0L V8                 | P     | 205   |
| Abd.  | GTS       | 59 | Freisinger Motorsport                          | Wolfgang Kaufmann Yukihiro Hane Katsunori Iketani (en)      | Porsche 911 GT2 (993)            | D     | 313   |
| Abd.  | GTS       | 59 | Freisinger Motorsport                          | Wolfgang Kaufmann Yukihiro Hane Katsunori Iketani (en)      | Porsche 3.8L Turbo Flat-6        | D     | 313   |
| Abd.  | GT        | 81 | Haberthur Racing                               | Gabrio Rosa Michel Ligonnet (de) Fabio Babini               | Porsche 911 GT3-R (996)          | P     | 310   |
| Abd.  | GT        | 81 | Haberthur Racing                               | Gabrio Rosa Michel Ligonnet (de) Fabio Babini               | Porsche 3.6L Flat-6              | P     | 310   |
| Abd.  | LMP900    | 17 | SMG Compétition                                | Philippe Gache Gary Formato Didier Cottaz                   | Courage C60                      | P     | 219   |
| Abd.  | LMP900    | 17 | SMG Compétition                                | Philippe Gache Gary Formato Didier Cottaz                   | Judd GV4 4.0L V10                | P     | 219   |
| Abd.  | GTS       | 56 | Team Goh ( Chamberlain Engineering)            | Walter Brun Toni Seiler Christian Gläsel                    | Dodge Viper GTS-R                | M     | 210   |
| Abd.  | GTS       | 56 | Team Goh ( Chamberlain Engineering)            | Walter Brun Toni Seiler Christian Gläsel                    | Chrysler 8.0L V10                | M     | 210   |
| Abd.  | GTS       | 54 | Paul Belmondo Racing                           | Boris Derichebourg Guy Martinolle Jean-Claude Lagniez       | Dodge Viper GTS-R                | D     | 180   |
| Abd.  | GTS       | 54 | Paul Belmondo Racing                           | Boris Derichebourg Guy Martinolle Jean-Claude Lagniez       | Chrysler 8.0L V10                | D     | 180   |
| Abd.  | LMP900    | 15 | Thomas Bscher Promotion                        | Dr. Thomas Bscher Geoff Lees Jean-Marc Gounon               | BMW V12 LM                       | G     | 180   |
| Abd.  | LMP900    | 15 | Thomas Bscher Promotion                        | Dr. Thomas Bscher Geoff Lees Jean-Marc Gounon               | BMW S70 6.0L V12                 | G     | 180   |
| Abd.  | LMP675    | 35 | Gérard Welter ( Welter Racing)                 | Xavier Pompidou Stéphane Daoudi Jean-Bernard Bouvet         | WR LMP                           | M     | 169   |
| Abd.  | LMP675    | 35 | Gérard Welter ( Welter Racing)                 | Xavier Pompidou Stéphane Daoudi Jean-Bernard Bouvet         | Peugeot 2.0L Turbo I4            | M     | 169   |
| Abd.  | LMP900    | 21 | Team Rafanelli SRL                             | Domenico Schiattarella Didier de Radiguès Emanuele Naspetti | Lola B2K/10                      | M     | 154   |
| Abd.  | LMP900    | 21 | Team Rafanelli SRL                             | Domenico Schiattarella Didier de Radiguès Emanuele Naspetti | Judd GV4 4.0L V10                | M     | 154   |
| Abd.  | LMP900    | 24 | Johansson-Matthews Racing                      | Stefan Johansson Guy Smith Jim Matthews                     | Reynard 2KQ-LM                   | Y     | 133   |
| Abd.  | LMP900    | 24 | Johansson-Matthews Racing                      | Stefan Johansson Guy Smith Jim Matthews                     | Judd GV4 4.0L V10                | Y     | 133   |
| Abd.  | GT        | 72 | Racing Engineering                             | Tomas Saldaña Jesús Diez Villaroel Giovanni Lavaggi         | Porsche 911 GT3-R (996)          | D     | 78    |
| Abd.  | GT        | 72 | Racing Engineering                             | Tomas Saldaña Jesús Diez Villaroel Giovanni Lavaggi         | Porsche 3.6L Flat-6              | D     | 78    |
| Abd.  | LMP675    | 34 | Racing Organisation Course (ROC)               | Jordi Gené Jean-Christophe Boullion Jérôme Policand         | Reynard 2KQ-LM                   | M     | 72    |
| Abd.  | LMP675    | 34 | Racing Organisation Course (ROC)               | Jordi Gené Jean-Christophe Boullion Jérôme Policand         | Volkswagen HPT16 2.0L Turbo I4   | M     | 72    |
| Abd.  | LMP675    | 33 | Racing Organisation Course (ROC)               | Ralf Kelleners David Terrien Jean-Denis Delétraz            | Reynard 2KQ-LM                   | M     | 44    |
| Abd.  | LMP675    | 33 | Racing Organisation Course (ROC)               | Ralf Kelleners David Terrien Jean-Denis Delétraz            | Volkswagen HPT16 2.0L Turbo I4   | M     | 44    |
| Abd.  | LMP900    | 20 | Konrad Motorsport                              | Jan Lammers Tom Coronel Peter Kox                           | Lola B2K/10                      | D     | 38    |
| Abd.  | LMP900    | 20 | Konrad Motorsport                              | Jan Lammers Tom Coronel Peter Kox                           | Ford (Roush) 6.0L V8             | D     | 38    |
| Abd.  | GT        | 77 | Larbre Compétition                             | Patrice Goueslard Christophe Bouchut Jean-Luc Chéreau       | Porsche 911 GT3-R (996)          | M     | 34    |
| Abd.  | GT        | 77 | Larbre Compétition                             | Patrice Goueslard Christophe Bouchut Jean-Luc Chéreau       | Porsche 3.6L Flat-6              | M     | 34    |
| Abd.  | GT        | 78 | Jean-Luc Maury-Laribière ( BBA Compétition)    | Jean-Luc Maury-Laribière Bernard Chauvin Angelo Zadra (de)  | Porsche 911 GT3-R (996)          | D     | 32    |
| Abd.  | GT        | 78 | Jean-Luc Maury-Laribière ( BBA Compétition)    | Jean-Luc Maury-Laribière Bernard Chauvin Angelo Zadra (de)  | Porsche 3.6L Flat-6              | D     | 32    |
| Abd.  | LMP675    | 30 | Didier Bonnet ( Debora)                        | Patrick Lemarié Jean-François Yvon Yann Goudy               | Debora LMP                       | A     | 24    |
| Abd.  | LMP675    | 30 | Didier Bonnet ( Debora)                        | Patrick Lemarié Jean-François Yvon Yann Goudy               | BMW S50 3.0L I6                  | A     | 24    |
| Abd.  | GT        | 71 | Michael Colucci Racing                         | Shane Lewis Cort Wagner Bob Mazzuoccola                     | Porsche 911 GT3-R (996)          | M     | 22    |
| Abd.  | GT        | 71 | Michael Colucci Racing                         | Shane Lewis Cort Wagner Bob Mazzuoccola                     | Porsche 3.6L Flat-6              | M     | 22    |
| Abd.  | LMP900    | 4  | Team DAMS                                      | Marc Goossens Christophe Tinseau Kristian Kolby             | Cadillac Northstar LMP           | P     | 4     |
| Abd.  | LMP900    | 4  | Team DAMS                                      | Marc Goossens Christophe Tinseau Kristian Kolby             | Cadillac Northstar 4.0L Turbo V8 | P     | 4     |
| Abd.  | LMP900    | 5  | Mopar Team Oreca                               | Yannick Dalmas Nicolas Minassian Jean-Philippe Belloc       | Reynard 2KQ-LM                   | M     | 1     |
| Abd.  | LMP900    | 5  | Mopar Team Oreca                               | Yannick Dalmas Nicolas Minassian Jean-Philippe Belloc       | Mopar 6.0L V8                    | M     | 1     |
| Dsq.  | GT        | 83 | Dick Barbour Racing                            | Dirk Müller Lucas Luhr Bob Wollek                           | Porsche 911 GT3-R (996)          | M     | 319   |
| Dsq.  | GT        | 83 | Dick Barbour Racing                            | Dirk Müller Lucas Luhr Bob Wollek                           | Porsche 3.6L Flat-6              | M     | 319   |

Détail :
- La no 83 Dick Barbour Racing a été disqualifié lors d’un contrôle après la course pour avoir utilisé un réservoir d’essence de volume non réglementaire.

## Pole position et record du tour
- Pole position : Allan McNish sur no 9 Audi Sport Team Joest en 3 min 36 s 124.
- Meilleur tour en course : Allan McNish sur no 9 Audi Sport Team Joest en 3 min 37 s 359 au 233e tour.

## Tours en tête
- no 8 Audi R8 - Audi Sport Team Joest : 212 (9 / 23 / 35-36 / 160-368)
- no 9 Audi R8 - Audi Sport Team Joest : 76 (1-8 / 17-22 / 24-34 / 40-90)
- no 7 Audi R8 - Audi Sport Team Joest : 72 (37-39 / 91-159)
- no 11 Panoz LMP1 Roadster-S - Panoz Motorsports : 8 (10-16)

## À noter
- Longueur du circuit : 13,605 km
- Distance parcourue : 5 007,998 km
- Vitesse moyenne : 208,666 km/h
- Écart avec le 2e : 13,614 km
- 210 000 spectateurs